# Nagy Hedvig
Nagy Hedvig (Pápa, 1983. január 30. –) labdarúgó, csatár.

## Pályafutása

### Klubcsapatban
2006-ig az Ajka-Padragkút csapatában játszott.
2006 és 2008 között a Gizella Veszprémi SE, a 2008–09-es idényben a Nagykutas játékosa volt. 2009 és 2011 év végéig a Győri Dózsa együttesében szerepelt. Tagja volt a 2009–10-es idényben bajnoki bronzérmet szerzett csapatnak. 2012 februárja óta a Viktória labdarúgója.

## Sikerei, díjai
- Magyar bajnokság
  - 2.: 2011–12
  - 3.: 2009–10
- Magyar kupa
  - döntős: 2012